# Cacatal
Cacatal är en ort i Mexiko.   Den ligger i kommunen Ixtapangajoya och delstaten Chiapas, i den sydöstra delen av landet, 700 km öster om huvudstaden Mexico City. Cacatal ligger 270 meter över havet och antalet invånare är 121.
Terrängen runt Cacatal är kuperad. Runt Cacatal är det ganska tätbefolkat, med 52 invånare per kvadratkilometer. Närmaste större samhälle är Teapa, 7,8 km nordost om Cacatal. Omgivningarna runt Cacatal är en mosaik av jordbruksmark och naturlig växtlighet.